# Жуль Де Бішо
Жуль Де Бішо (5 лютого 1879 — 22 грудня 1954) — бельгійський академічний веслувальник.
Срібний призер Олімпійських Ігор 1900 року в складі вісімки.
Чемпіон Європи 1898, 1899, 1900 років у складі вісімки.